# Подраґа
Подраґа (словен. Podraga) — невелике поселення у верхній частині долини Віпави в общині Віпава. Висота над рівнем моря: 176,7 метрів.